# Нью-Пайн-Крік (Орегон)
Нью-Пайн-Крік (англ. New Pine Creek) — переписна місцевість (CDP) в США, в окрузі Лейк штату Орегон. Населення — 111 особа (2020).

## Географія
Нью-Пайн-Крік розташований за координатами 42°0′5″ пн. ш. 120°18′16″ зх. д. / 42.00139° пн. ш. 120.30444° зх. д. (42.001468, -120.304371).  За даними Бюро перепису населення США в 2010 році переписна місцевість мала площу 6,39 км², уся площа — суходіл.

## Демографія
Згідно з переписом 2010 року, у переписній місцевості мешкало 120 осіб у 50 домогосподарствах у складі 36 родин. Густота населення становила 19 осіб/км².  Було 61 помешкання (10/км²).
Расовий склад населення:
| - 83,3 % — білих - 5,0 % — корінних американців - 0,8 % — вихідців з тихоокеанських островів - 5,8 % — осіб інших рас |

До двох чи більше рас належало 5,0 %. Частка іспаномовних становила 9,2 % від усіх жителів.
За віковим діапазоном населення розподілялося таким чином: 16,7 % — особи молодші 18 років, 60,8 % — особи у віці 18—64 років, 22,5 % — особи у віці 65 років та старші. Медіана віку мешканця становила 50,3 року. На 100 осіб жіночої статі у переписній місцевості припадало 81,8 чоловіків;  на 100 жінок у віці від 18 років та старших — 88,7 чоловіків також старших 18 років.
За межею бідності перебувало 31,8 % осіб, у тому числі 0,0 % дітей у віці до 18 років та 0,0 % осіб у віці 65 років та старших.
Цивільне працевлаштоване населення становило 40 осіб. Основні галузі зайнятості: мистецтво, розваги та відпочинок — 45,0 %, виробництво — 20,0 %, освіта, охорона здоров'я та соціальна допомога — 17,5 %, будівництво — 17,5 %.